# The Colour of Spring
Albums de Talk Talk
It's My Life
(1984) Spirit of Eden
(1988)
Singles
1. Life's What You Make It (en)
Sortie : décembre 1985
2. Living in Another World (en)
Sortie : avril 1986
3. Give It Up
Sortie : juin 1986
4. I Don't Believe in You
Sortie : juillet 1986

The Colour of Spring est le troisième album du groupe Talk Talk, sorti en 1986.
Disque charnière, il annonce l'évolution du groupe vers une musique moins accessible et commerciale, notamment de par le retrait des synthés des deux albums précédents. Il comprend néanmoins des chansons résolument pop, à l'image de Life's What You Make It (en), dernier grand hit de Talk Talk, qui permettent à l'album de rentrer dans le Top 10 au Royaume-Uni et dans plusieurs autres pays d'Europe, où Talk Talk jouit d'une grande popularité depuis son précédent album It's My Life.

## Historique et enregistrement
The Colour of Spring est généralement considéré comme une transition entre la New Wave/Synthpop des premiers albums du groupe et de leur travail ultérieur sur les albums suivants, plus basé sur l'improvisation. Malgré l'utilisation intensive des synthétiseurs sur les deux albums précédents, Mark Hollis a exprimé son dégoût pour eux, déclarant qu'ils étaient principalement utilisés pour des raisons économiques et que "s'ils n'existaient pas, j'en serais ravi". 
Pendant l'enregistrement de l'album, Mark Hollis a fréquemment écouté la musique de compositeurs tels qu'Erik Satie, Claude Debussy et Béla Bartók, ce dernier ayant une influence particulièrement significative sur l'album. Grâce au succès commercial obtenu dans les deux premiers albums, le groupe a les moyens d'engager des musiciens supplémentaires pour remplacer les synthétiseurs.  
Les musiciens ont passé de nombreuses heures à improviser sur leurs instruments, puis Hollis et le producteur Tim Friese-Greene ont monté et arrangé les performances pour obtenir le son qu'ils voulaient. Un total de seize musiciens sont apparus sur l'album autour du noyau de Hollis et Friese-Greene. On retrouve dans cet album les chansons April 5th et Chameleon Day qui préfigurent la prochaine direction artistique du groupe dès le prochain album Spirit of Eden (1988). 

## Parution et réception
The Color of Spring est l'album studio le plus vendu du groupe, atteignant le Top 20 dans de nombreux pays (en tête des classements néerlandais), y compris le Royaume-Uni, où il a atteint la 8e place et est resté dans les classements britanniques pendant 21 semaines. Il ne rencontre pas le même succès que son prédécesseur sur le territoire nord-américain, mais est néanmoins le dernier album du groupe à entrer dans le Billboard 200, atteignant la 58e place. Avec le tube international Life's What You Make It, Talk Talk a élargi sa base de fans. La chanson est devenue le troisième des trois succès américains du groupe, avec It's My Life et Such a Shame en 1984 .
Il fait partie des albums cités dans le livre Les 1001 albums qu'il faut avoir écoutés dans sa vie.

## Titres
Toutes les chansons sont écrites et composées par Tim Friese-Greene et Mark Hollis.
| 1. | Happiness Is Easy            | 6:30 |
| 2. | I Don't Believe in You       | 5:02 |
| 3. | Life's What You Make It (en) | 4:28 |
| 4. | April 5th                    | 5:51 |

| 5. | Living in Another World (en) | 6:58 |
| 6. | Give It Up                   | 5:17 |
| 7. | Chameleon Day                | 3:20 |
| 8. | Time It's Time               | 8:14 |

## Musiciens

### Talk Talk
- Mark Hollis : chant, guitare électrique (8), piano sur (3, 5, 6, 7), orgue (4), mellotron (6), variophone (1, 4, 7), mélodica (8)
- Lee Harris : batterie  sauf sur (4, 7)
- Paul Webb : basse (2, 4, 5, 6, 8), chœurs (3, 5)

### Autres musiciens
- Tim Friese-Greene : piano (1, 2, 8), orgue (3, 6, 8), mellotron (3), variophone (4, 7), synthétiseur Kurzweil (1, 4, 7)
- Steve Winwood : orgue (1, 2, 5)
- Ian Curnow : solos de synthétiseurs (2, 6)
- David Rhodes : guitare (3, 5, 6)
- Robbie McIntosh : guitare (1, 2, 5, 8), dobro (4, 6)
- Danny Thompson : basse acoustique (1)
- Alan Gorrie : basse électrique (1)
- Morris Pert : percussions (1, 2, 5, 8)
- Phil Reis : percussions (1)
- Martin Ditcham : percussions (1, 3, 5, 6, 8)
- Mark Feltham : harmonica (5)
- David Roach : saxophone soprano (2, 4, 5)
- Gaynor Sadler : harpe (2)
- Ambrosian Opera Chorus : chœurs (8)

## Classements
| Classement                    | Meilleure position |
| ----------------------------- | ------------------ |
| Australie (Kent Music Report) | 71                 |
| Autriche (Ö3 Austria Top 40)  | 16                 |
| Pays-Bas (Mega Album Top 100) | 1                  |
| Allemagne (Media Control AG)  | 11                 |
| Nouvelle-Zélande (RIANZ)      | 7                  |
| Norvège (VG-lista)            | 12                 |
| Suède (Sverigetopplistan)     | 25                 |
| Suisse (Schweizer Hitparade)  | 3                  |
| Royaume-Uni (UK Albums Chart) | 8                  |
| États-Unis (Billboard 200)    | 58                 |